# Левијатан (митологија)
Левијатан (хебр. לִוְיָתָן) је морска неман која се помиње у Старом завету (Псалм 74:13-14; Јов 41; Исаија 27:1). Реч левијатан је постала назив за све морске немани. У роману Моби Дик, под левијатаном се мисли на великог кита, а у савременом хебрејском језику левијатан је просто „кит“.

## Цитати
У Књизи о Јову (40−41) на опис Бехемота надовезује се детаљан опис Левијатана (у преводу Ђуре Даничића „крокодил“), морског змаја из хебрејских митова који је наводно створен петог дана Постања.
Књига о Јову 40,20−28:
Хоћеш ли удицом извући крокодила или ужем подвезати му језик? Хоћеш ли му провући ситу кроз нос? или му шиљком провртјети чељусти? Хоће ли те много молити, или ће ти ласкати? Хоће ли учинити вјеру с тобом да га узмеш да ти буде слуга довијека? Хоћеш ли се играти с њим као са птицом, или ћеш га везати дјебојкама своијим? Хоће ли се њим частити другови? раздијелити га међу трговце? Хоћеш ли му напунити кожу шиљцима и главу оствама? Дигни на њ руку своју; нећеш више помињати боја. Гле, залуду је надати му се; кад га само угледа човјек, не пада ли?
Књига о Јову 41,1−25:
Нема слободна који би га пробудио; а ко ће стати преда ме? Ко ми је прије дао што, да му вратим? што је год под свијем небом, моје је. Нећу мучати о удима његовијем ни о сили ни о љепоти стаса његова. Ко ће му узгрнути горњу одјећу? к чељустима његовијем ко ће приступити? Врат од грла његова ко ће отворити? страх је око зуба његовијех. Крљушти су му јаки штитови спојени тврдо. Близу су једна до друге да ни вјетар не улази мађу њих. Једна је за другу прионула, држе се и не растављају се. Кад киха као да муња сијева, а очи су му као трепавице зоре. Из уста му излазе лучеви, и искре огњене скачу. Из ноздрва му излази дим као из врелога лонца или котла. Дах његов распаљује угљевље и пламен му излази из уста. У врату му стоји сила, и пред њим иде страх. Уди меса његова спојени су, једноставно је на њему, не размиче се. Срце му је тврдо као камен, тврдо као доњи жрвањ. Кад се дигне, дршћу јунаци, и од страха очишћају се од гријеха својих. Да га удари мач, не може се одржати, ни копље ни стријела ни оклоп. Њему је гвожђе као пљева, а мјед као труло дрво. Неће га потјерати стријела, камење из праће њему је као сламка; Као слама су му убојне справе, и смије се баченом копљу. Под њим су оштри црепови, стере себи оштре ствари у глибу. Чини, те ври дубина као лонац, и море се мути као у ступи. За собом оставља свијетлу стазу, рекао би да је бездана осиједјела. Ништа нема на земљи да би се испоредило с њим, да би створено било да се ничега не боји. Што је год видоко презире, цар је над свијем зверињем.

## Галерија
- „Уништење Левијатана”, гравура Гистава Дореа из 1865.
- Књига Томаса Хобса „Левијатан“
- Књига Вилијама Блејка „Бехемот и Левијатан“
- Минијатура из списа Hortus deliciarum